# Camp Fenrisulven
Camp Fenrisulven var en grupperingsplats för 1 mekskyttekompaniet inom den svenska delen av KFOR-styrkan i Kosovo Campen var aktiv under inledningen av KS01 och avvecklades den 15 februari 2000.
Campen låg i Kisnica.